# Saikai (Story)
Saikai ~Story~ (jap. 再会〜Story〜) – szósty singel japońskiego artysty Gackta, wydany 30 sierpnia 2000 roku. Utwór tytułowy to ponownie nagrana wersja utworu Story z EP Mizérable. Został on wykorzystany w zakończeniach programu Hot Punch stacji NTV. Osiągnął 7 pozycję w rankingu Oricon i pozostał na listach przebojów przez 6 tygodni. Sprzedano 91 200 egzemplarzy.

## Lista utworów
Wszystkie utwory zostały napisane przez Gackt.
| Nr | Tytuł                                                | Kompozycja           | Aranżacja | Czas |
| -- | ---------------------------------------------------- | -------------------- | --------- | ---- |
| 1. | "Saikai ~Story~" (jap. 再会〜Story〜)                | Gackt, Yōhei Shimada | Gackt     | 5:48 |
| 2. | "dears" (Live Version)                               | Gackt                |           | 5:15 |
| 3. | "Saikai ~Story~" (jap. 再会〜Story〜) (Instrumental) | Gackt, Yōhei Shimada | Gackt     | 5:40 |